# Microbiologia
La microbiologia (dal greco mikros, "piccolo"; bios, "vita", Logia studio) è una branca della biologia che studia la struttura e le funzioni dei microrganismi, cioè di tutti quegli organismi viventi unicellulari, pluricellulari o acellulari, non visibili ad occhio nudo: ciò comprende batteri, archei, alcuni tipi di funghi, lieviti, alghe, protozoi e virus; la microbiologia studia inoltre i   prioni, sebbene questi non siano classificati come esseri viventi.
La microbiologia rimane un campo di studi ancora aperto e in attiva espansione; stime attendibili indicano infatti che solo l'1% di tutti i microrganismi presenti nei più svariati habitat sono stati individuati o studiati, a più di tre secoli dalla nascita della microbiologia, nonostante le conoscenze finora acquisite sullo studio dei microrganismi siano notevoli, soprattutto per quanto riguarda quei microrganismi capaci di avere significativi effetti sull'uomo o benigni, o indispensabili, o patogeni come i batteri responsabili di malattie.

## Storia
La nascita della microbiologia viene fatta risalire alla prima metà del XIX secolo, conseguentemente alla teoria microbica delle malattie formulata da Robert Koch. L'esistenza dei microrganismi, tuttavia, era nota fin dal XVII secolo, in seguito all'invenzione del primo microscopio ad opera di Robert Hooke. A partire da questa data, è possibile tracciare una breve cronologia degli eventi che hanno portato allo sviluppo della microbiologia come scienza:
- 1664 – Robert Hooke con il suo microscopio ottico, osserva corpi fruttiferi di alcune muffe.
- 1684 – Antoni van Leeuwenhoek utilizzando un microscopio di sua invenzione, scopre l'esistenza dei batteri, (che lui definisce animalucoli) e descrive la morfologia di alcuni di essi.
- 1765 Lazzaro Spallanzani pubblica i risultati delle accurate prove sperimentali con cui dimostra l'infondatezza della teoria della generazione spontanea.
- 1864 – Louis Pasteur mette fine alla controversia sulla generazione spontanea, dimostrando scientificamente che i microrganismi sono incapaci di generarsi spontaneamente in un ambiente precedentemente sterilizzato e riparato da contaminazioni esterne.
- 1876 – Ferdinand Cohn studia in dettaglio il ciclo vitale del batterio Bacillus, descrivendo, fra l'altro, il meccanismo di produzione delle endospore batteriche.
- 1881 – Robert Koch mette a punto un sistema scientifico per studiare i batteri, basato sui terreni di coltura batterici, e sviluppa il concetto di coltura pura.
- 1882 – Robert Koch scopre il batterio responsabile della tubercolosi, Mycobacterium tuberculosis, la più grave malattia dell'epoca.
- 1884 – Robert Koch stila i postulati di Koch, ancora oggi utilizzati per stabilire se un microrganismo è o meno responsabile di una determinata malattia. Con questa data viene tradizionalmente fatta coincidere la nascita della microbiologia come scienza.
- 1884 – Hans Christian Gram mette a punto il metodo della colorazione di Gram, che permette di colorare i batteri per renderli più facilmente visibili -e distinguibili- al microscopio ottico.
- 1889 – Martinus Beijerinck scopre l'esistenza dei virus, particelle subcellulari capaci di riprodursi infettando una cellula ospite.
- 1911 – Francis Rous scopre il primo virus oncogeno.
- 1929 – Alexander Fleming scopre la penicillina, il capostipite dei moderni antibiotici.
- 1943 – Max Delbrück e Salvador Luria studiano l'ereditarietà dei caratteri genetici dei batteri.
- 1946 – Edward Tatum e Joshua Lederberg descrivono il meccanismo della coniugazione batterica.
- 1957 – Presso l'Istituto Centrale del Restauro di Roma è istituito un laboratorio sperimentale ove, sotto la direzione di Clelia Giacobini, la microbiologia comincerà ad essere utilizzata e applicata alla conservazione dei beni culturali.
- 1960 – Jacques Monod e François Jacob descrivono l'esistenza e il funzionamento dell'operone, un complesso di trascrizione fondamentale per il controllo del metabolismo batterico.
- 1967 – Thomas Brock scopre dei batteri che prosperano nelle sorgenti calde dei geyser, a temperature (superiori ai 90 °C) fino a quel momento considerate proibitive per la vita.
- 1969 – Howard Temin, David Baltimore e Renato Dulbecco scoprono i retrovirus e la trascrittasi inversa.
- 1977 – Carl Woese e George Fox scoprono l'esistenza degli Archea, microrganismi procarioti diversi dai batteri.
- 1981 – Stanley Prusiner isola per la prima volta un prione, un elemento proteico capace di causare infezioni.
- 1981 – Luc Montagnier descrive il virus HIV, considerato responsabile dell'AIDS.
- 2002 – Craig Venter e Hamilton Smith completano il sequenziamento di un genoma

## Branche
I microrganismi, oggetto di studio della microbiologia, sono esseri che appartengono praticamente a tutti i regni: dai procarioti (come Batteri ed Archea) agli eucarioti (come lieviti, funghi, alghe, protisti), e comprendono anche elementi come i virus che non vengono considerati, in senso stretto, esseri viventi. Con il procedere delle conoscenze in questo campo, sono perciò nate delle branche della microbiologia che si occupano di studiare specificamente alcuni tipi di microrganismi. Tra queste, quelle più degne di nota sono:
- la virologia, che studia i virus
- la batteriologia, che, oltre a studiare i Batteri, estende il suo campo di studi anche agli Archea, esseri procarioti per lungo tempo considerati simili ai batteri stessi.
- la micologia, che studia i miceti, ossia i funghi, in forma unicellulare (lieviti) o pluricellulare (muffe)
- la protozoologia, che studia i Protozoi.

Esistono inoltre delle branche della microbiologia che studiano diversi aspetti della vita microbica, quali ad esempio:
- la fisiologia microbica, che studia la fisiologia e la biochimica delle cellule dei microrganismi. Include lo studio della crescita microbica, del metabolismo e della struttura cellulare dei microrganismi.
- la genetica microbica, che studia la genetica dei microrganismi ed esplora come i geni sono organizzati e regolati nei microrganismi, in relazione alle funzioni cellulari.
- la microbiologia evoluzionistica, che studia l'evoluzione dei microrganismi. Include lo studio della tassonomia e della sistematica batterica.

### Microbiologia applicata

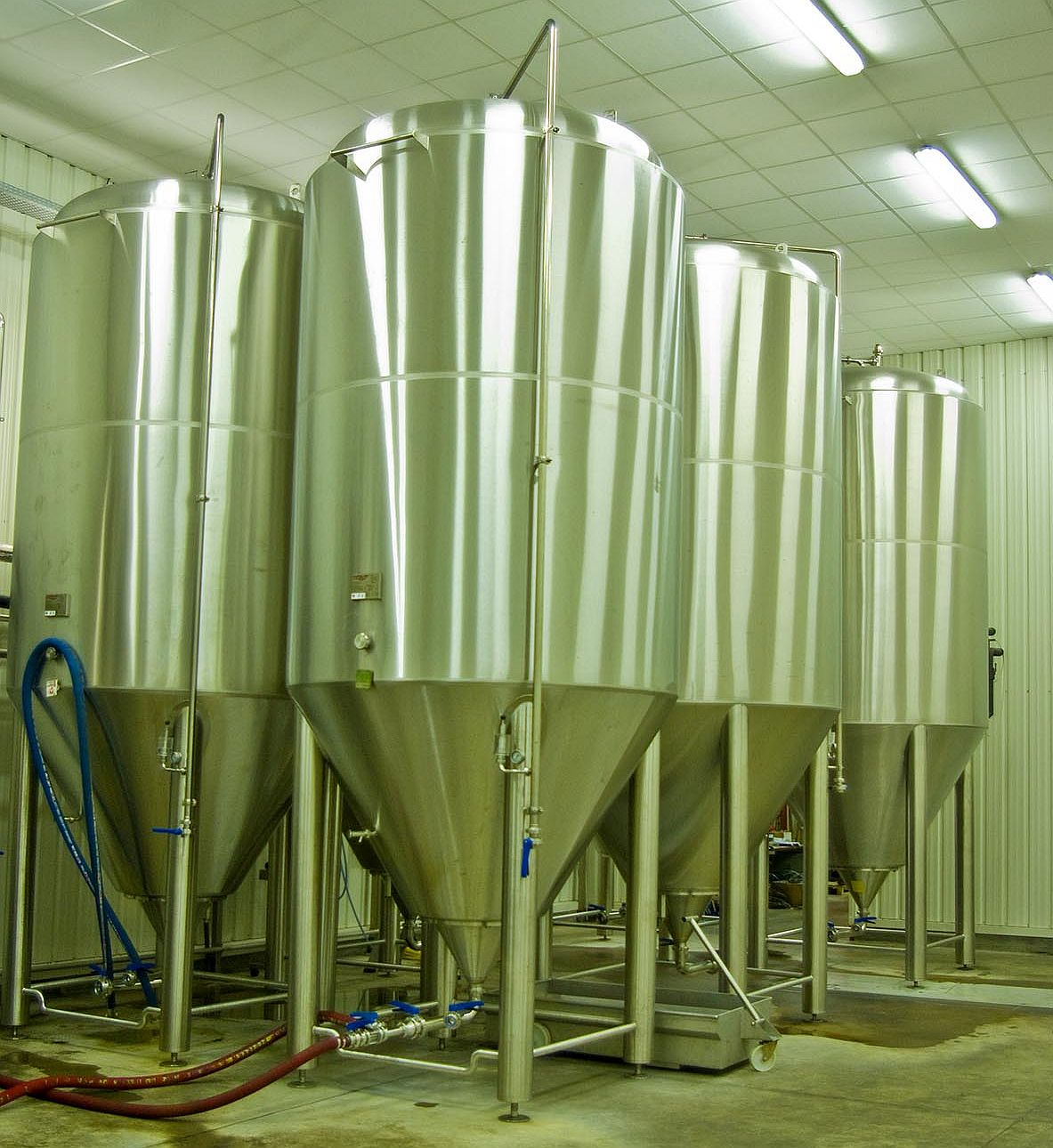
Vasche di fermentazione del malto, utilizzate per la produzione industriale di birra.

Pur essendo anche una scienza di base, la microbiologia ha trovato innumerevoli applicazioni pratiche in molte attività umane, in conseguenza del fatto che i microrganismi, esseri capaci di adattarsi agli habitat più disparati, hanno notevole importanza in molti campi umani. Oltre ad essere infatti collegati alla salute umana in quanto causa di malattie, i microrganismi sono anche responsabili di processi in grado di migliorare notevolmente la qualità della vita degli esseri umani: essi sono attivamente utilizzati per produrre antibiotici, per effettuare la fermentazione industriale, per migliorare i raccolti. Gli scienziati sono oggi in grado di utilizzare i microrganismi come vettori di clonazione per realizzare ibridi e OGM, specialmente nelle piante, o di manipolarli per creare enzimi importanti come la Taq polimerasi. Alcuni importanti esempi di microbiologia applicata sono:
- Microbiologia medica: importante settore della medicina che studia il ruolo che i microrganismi hanno nelle malattie e, in generale, nella salute umana. Include lo studio della patogenicità microbica, ed è correlata allo studio della immunologia.
- Microbiologia farmaceutica: lo studio sia dei microrganismi capaci di contaminare e rendere tossici i farmaci, sia di quei microrganismi in grado invece di produrre sostanze - come proteine o antibiotici - utilizzabili in farmacia.
- Microbiologia veterinaria: lo studio del ruolo dei microrganismi in veterinaria.
- Microbiologia ambientale lo studio della diversità microbiotica nei diversi ecosistemi, e l'effetto che questi hanno sull'ambiente. Include lo studio dell'ecologia microbica, dei cicli biogeochimici mediati da microrganismi, della biodiversità dei microrganismi e dell'utilizzo degli stessi nei processi di biorisanamento.
- Microbiologia agraria: lo studio dell'utilizzo dei microrganismi nei meccanismi di produzione agricola, ad esempio per migliorare la fertilità del suolo.
- Microbiologia industriale: lo studio dell'utilizzo e dello sfruttamento dei microrganismi nei processi industriali. Alcuni esempi possono essere la fermentazione industriale per i beni alimentari, o i trattamenti di ripulitura delle acque di scarico. È strettamente collegata alle biotecnologie.
- Microbiologia alimentare: lo studio dei microrganismi che causano le alterazioni dei cibi e l'avaria delle derrate alimentari.
- Microbiologia enologica che studia le forme di vita responsabili della produzione del vino e delle sue alterazioni, nonché le tecniche di selezione per isolare e migliorarne le caratteristiche tecnologiche.
- Microbiologia della conservazione dei beni culturali: lo studio della fenomenologia delle bioalterazioni dei beni culturali e l'individuazione degli interventi di recupero e di conservazione.